# Communauté de communes Moselle et Madon
La communauté de communes Moselle et Madon (CCMM) est une communauté de communes française, située dans le département de Meurthe-et-Moselle dans la région Grand Est.

## Historique
- En 1965, le district urbain de Neuves-Maisons est créé, regroupant 6 communes : Bainville-sur-Madon, Chaligny, Chavigny, Messein, Neuves-Maisons et Pont-Saint-Vincent[1].
- En 1991, la commune de Maizières adhère au district.
- En 1992, Maron rejoint le district.
- Le 1er janvier 2001, le District urbain de Neuves-Maisons est transformé en la Communauté de communes Moselle et Madon[1].
- En 2002, les communes de Richardménil, Thélod, Viterne et Xeuilley adhèrent à la communauté de communes, portant celle-ci à 12 communes.
- Le 1er janvier 2014, la communauté de communes Moselle et Madon est étendue aux communes de Flavigny-sur-Moselle, Frolois, Méréville, Pierreville et Pulligny, précédemment dans la Communauté de communes du Saintois au Vermois, désormais dissoute. Les communes de Marthemont, sans intercommunalité, et de Sexey-aux-Forges, précédemment membre de la communauté de communes du Pays de Colombey et du Sud Toulois, rejoignent la communauté de communes[2].

## Territoire communautaire

### Géographie

#### Transport

##### Transport en Moselle et Madon (T'MM)
Dix-huit des dix-neuf communes de la communauté, entrées avant le 1er janvier 2014[pas clair], sont desservies par cinq lignes régulières de transport public et gratuit, financé par l'intercommunalité.
Exploité en régie publique, le T'MM est un réseau presque unique en France pour des communes de cette taille : il relie les villes et villages de la communauté de communes, et fournit un lien vers les autres réseaux de transports, notamment vers Nancy.

##### Les autres services de transport
Certaines villes sont aussi traversées par le réseau Sub (Lignes 10 & 100) ou le réseau TED' (lignes S500 - R510 - R570 - S580 - R590). La ligne 6 du TER Lorraine dessert certaines communes (Pierreville, Xeuilley, Bainville-sur-Madon, Pont-Saint-Vincent, Neuves-Maisons et Messein).

### Composition
En 2022, la communauté de communes est composée des 19 communes suivantes :

| Nom                    | Code Insee | Gentilé         | Superficie (km2) | Population (dernière pop. légale) | Densité (hab./km2) |
| ---------------------- | ---------- | --------------- | ---------------- | --------------------------------- | ------------------ |
| Neuves-Maisons (siège) | 54397      | Néodomiens      | 4,44             | 6 572 (2022)                      | 1 480              |
| Bainville-sur-Madon    | 54043      | Bainvillois     | 5,88             | 1 443 (2022)                      | 245                |
| Chaligny               | 54111      | Chalinéens      | 13,32            | 2 756 (2022)                      | 207                |
| Chavigny               | 54123      | Chavinéens      | 6,69             | 1 686 (2022)                      | 252                |
| Flavigny-sur-Moselle   | 54196      | Flavinéens      | 17,3             | 1 664 (2022)                      | 96                 |
| Frolois                | 54214      |                 | 9,4              | 713 (2022)                        | 76                 |
| Maizières              | 54336      | Maiziérois      | 15,63            | 917 (2022)                        | 59                 |
| Maron                  | 54352      | Meulsons        | 19,1             | 837 (2022)                        | 44                 |
| Marthemont             | 54354      |                 | 2,17             | 51 (2022)                         | 24                 |
| Méréville              | 54364      | Mérévillois     | 8,43             | 1 288 (2022)                      | 153                |
| Messein                | 54366      | Messinois       | 5,14             | 1 994 (2022)                      | 388                |
| Pierreville            | 54429      |                 | 2,87             | 298 (2022)                        | 104                |
| Pont-Saint-Vincent     | 54432      | Vincipontains   | 6,66             | 1 784 (2022)                      | 268                |
| Pulligny               | 54437      | Pullinéens      | 9,3              | 1 151 (2022)                      | 124                |
| Richardménil           | 54459      | Richardménilois | 7,17             | 2 362 (2022)                      | 329                |
| Sexey-aux-Forges       | 54505      | Sexeyforgeois   | 14,08            | 724 (2022)                        | 51                 |
| Thélod                 | 54515      |                 | 10,76            | 250 (2022)                        | 23                 |
| Viterne                | 54586      | Viternois       | 23,17            | 740 (2022)                        | 32                 |
| Xeuilley               | 54596      | Xeuillois       | 7,37             | 962 (2022)                        | 131                |

### Démographie
| 1968   | 1975   | 1982   | 1990   | 1999   | 2009   | 2014   | 2020   |
| ------ | ------ | ------ | ------ | ------ | ------ | ------ | ------ |
| 22 104 | 23 554 | 26 027 | 27 058 | 27 973 | 29 243 | 28 984 | 28 330 |

| Période   | Neuves- Maisons | Chaligny | Richardménil | Pont-Saint-Vincent | Messein | Chavigny | Flavigny-sur-Moselle | Bainville-sur-Madon | Méréville | CC Moselle et Madon (*) |
| --------- | --------------- | -------- | ------------ | ------------------ | ------- | -------- | -------------------- | ------------------- | --------- | ----------------------- |
| 1975-1999 | +0,6%           | -8,9%    | +161,7%      | -12,6%             | +24,5%  | +6,0%    | +22,3%               | +56,6%              | +118,6%   | +18,8%                  |
| 1999-2010 | +4,6%           | +4,4%    | -13,9%       | -4,0%              | +21,5%  | +9,9%    | +6,7%                | +15,3%              | +3,0%     | +4,5%                   |
| 2010-2017 | -6,0%           | -7,4%    | -5,3%        | -3,3%              | +2,3%   | +4,8%    | -0,2%                | +3,5%               | -3,2%     | -1,9%                   |

(graphiques - modifications en cours...)
Pour des raisons techniques, il est temporairement impossible d'afficher le graphique qui aurait dû être présenté ici.

Neuves-Maisons -
Chaligny -
Richardménil -
Pont-Saint-Vincent -
Messein -
Chavigny -
Flavigny-sur-Moselle -
Bainville-sur-Madon -
Méréville -
Pour des raisons techniques, il est temporairement impossible d'afficher le graphique qui aurait dû être présenté ici.

## Organisation

### Élus
La communauté de communes est administrée par son conseil communautaire, composé pour la mandature 2020-2026  de 35  conseillers municipaux représentant chacune des  communes membres et répartis en fonction de leur population de la manière suivante : 

- 9 délégués pour Neuves-Maisons ;

- 3 délégués pour Chaligny, Richardmesnil ;

- 2 délégués pour Chavigny, Flavigny-sur-Moselle, Messein, Pont-Saint-Vincent  ;

- 1 délégué et son suppléant pour Bainville-sur-Madon,  Frolois, Maizières, Maron, Marthemont, Mereville, Pierreville, Pulligny, Sexey-aux-Forges, Thélod, Viterne, Xeuilley.

Au terme des élections municipales de 2020 en Meurthe-et-Moselle, le conseil communautaire a réélu son président, Filipe Pinho, ancien maire de Chaligny et désigné ses 10 vice-présidents, qui sont : 
1. Hervé Tillard, maire de Chavigny, chargé du  développement économique et des transports ;
2. Marie-Laure Siegel, élue à Thélod, chargée de la cohésion sociale ;
3. Daniel Lagrange, maire de Messein, chargé de la prévention des inondations, voirie, travaux  ;
4. Sandrine Lambert, élue à Neuves-Maisons, chargée des mobilités actives ;
5. Patrick Potts, maire de Sexey-aux-Forges, chargé des bâtiments, des travaux et des  moyens généraux ;
6. Dominique Goepfer, élue à Pont-Saint-Vincent, chargée de la transition énergétique ;
7. Thierry Weyer, maire de Pierreville,  chargé des espaces naturels, de l'agriculture et de l'alimentation  ;
8. Dominique Ravey, élue à Flavigny-sur-Moselle, chargée de la santé publique et des personnes âgées  ;
9. Richard Renaudin, élu à Richardménil, chargé des finances et de la culture :
10. Gilles Jeanson, élu à Neuves-Maisons, chargé de l'eau et de l'assainissement .

Le bureau communautaire pour la mandature 2020-2026 est constitué du président, des vice-présidents et de 5 conseillers communautaires délégués.

### Liste des présidents
| Période                                  | Période                      | Identité      | Étiquette | Qualité                                                                  |
| ---------------------------------------- | ---------------------------- | ------------- | --------- | ------------------------------------------------------------------------ |
| Les données manquantes sont à compléter. |                              |               |           |                                                                          |
| 1995                                     | 2001                         | Claude Guidat |           | Maire de Bainville-sur-Madon (1983-2008)                                 |
| 2001                                     | 2008                         | Claude Grivel | PS        | Maire de Messein                                                         |
| 2008                                     | 28 octobre 2013              | Annie Villa   | PS        | Maire-adjointe de Neuves-Maisons (2001-2013) Décédée en cours de mandat. |
| 28 octobre 2013                          | En cours (au 7 juillet 2022) | Filipe Pinho  | PS        | Maire de Chaligny (2001-2020) Réélu pour le mandat 2020-2026             |

### Compétences
La communauté de communes exerce les compétences qui lui ont été transférées par les communes membres, dans les conditions fixées par le code général des collectivités territoriales. Il s'agit, aux termes des statuts révisés en 2018, de : 
- Aménagement de l'espace : Schéma de cohérence territoriale et schéma de secteur ; Plan local d’urbanisme, document d’urbanisme en tenant lieu et carte communale ;
- Actions de développement économique : zones d'activités, politique locale du commerce et soutien aux activités commerciales d’intérêt communautaire ; promotion du tourisme, dont la création d’offices de tourisme ;
- Gestion des milieux aquatiques et prévention des inondations (GEMAPI) ;
- Aires d’accueil des gens du voyage et terrains familiaux locatifs
- Collecte et traitement des déchets des ménages et déchets assimilés

- Protection et mise en valeur de l'environnement et soutien aux actions de maîtrise de la demande d’énergie
- Politique du logement et cadre de vie, politique du logement social, et action en faveur du logement des personnes défavorisées ;
- Voirie ;
- Équipements culturels et sportifs et d'équipements de l'enseignement préélémentaire et de l'enseignement élémentairereconnus d’intérêt communautaire ;
- Action sociale d’intérêt communautaire ;
- Eau et assainissement

- Politiques de développement économique et d’emploi : Actions d'animation et de soutien pour le maintien, le développement et l'accueil des activités économiques  et des porteurs de projet, notamment par le biais de l’adhésion à une agence de développement économique ; adhésion et participation à des structures d'accompagnement financier de la création et du développement des entreprises telles les plates-formes d'initiatives locales ; centres d'activités à vocation économique et bâtiments destinés à accueillir des activités à caractère économique ; participation aux politiques publiques de formation, d'insertion et de lutte contre l'exclusion animée par le Plan Local de l'Insertion et de l'Emploi ; mission locale pour l’insertion des jeunes ; maison de l’emploi ; espace emploi intercommunal ; soutien aux chantiers, entreprises et associations d’insertion ;
- Équipements de tourisme et de loisirs : sentiers de randonnées pédestres, équestres et de vélo tout terrain ; itinéraire cyclable de la Boucle de la Moselle, pour sa partie située en Moselle et Madon. entretien de l’itinéraire cyclable V 50, pour sa partie située en Moselle et Madon ; équipements de tourisme fluvial ;
- Renforcement de la cohésion sociale, de l'identité locale et de la démocratie participative ; action de coordination et de soutien aux initiatives culturelles ; organisation d’un festival communautaire ; soutien à l’enseignement musical dans le cadre de l’école de musique Moselle et Madon ; actions et projets de développement permettant la mobilisation de tous les habitants du bassin ; sessions d'information ou de formation destinés aux élus et aux personnels communaux et intercommunaux ;

- Secours et incendie : contribution au service départemental d’incendie et de secours
- Distribution d'énergie électrique ;
- Eaux pluviales urbaines ;
- Infrastructures et de réseaux de communications électroniques ;
- Études dans tout domaine relevant des compétences communautaires, ou préalables à toute prise de compétence

### Régime fiscal et budget
La communauté de communes est un établissement public de coopération intercommunale à fiscalité propre.
Afin de financer l'exercice de ses compétences, l'intercommunalité perçoit la fiscalité professionnelle unique (FPU) – qui a succédé à la taxe professionnelle unique (TPU) – et assure une péréquation de ressources entre les communes résidentielles et celles dotées de zones d'activité.
Elle perçoit également une bonification de la dotation globale de fonctionnement (DGF), et ne reverse pas de dotation de solidarité communautaire (DSC) à ses communes membres.

## Projets et réalisations
Conformément aux dispositions légales, une communauté de communes a pour objet d'associer des « communes au sein d'un espace de solidarité, en vue de l'élaboration d'un projet commun de développement et d'aménagement de l'espace ».

### Culture
L'intercommunalité gère un espace culturel, médiathèque, ludothèque La Filoche à Chaligny.

### Transports
L'intercommunalité est l'autorité organisatrice de la mobilité sur son territoire et est donc le responsable du réseau de  Transport en Moselle et Madon (T'MM)